# NGC 4283
NGC 4283 is een elliptisch sterrenstelsel in het sterrenbeeld Hoofdhaar. Het hemelobject werd op 13 maart 1785 ontdekt door de Duits-Britse astronoom William Herschel.

## Synoniemen
- UGC 7390
- MCG 5-29-63
- ZWG 158.80
- PGC 39800